# Thousand Islands
Die Thousand Islands (deutsch „Tausend Inseln“) liegen am Abfluss des Ontariosees in den Sankt-Lorenz-Strom, entlang der Grenze zwischen Kanada und den Vereinigten Staaten. Die Inselgruppe besteht aus 1864 Inseln, wobei Wolfe Island die mit Abstand größte ist und Insel Nr. 15 „Just Enough Room Island“, auch bekannt als Hub Island, die kleinste. Diese ist mit einer Fläche von 310 m² offiziell kleinste bewohnte Insel weltweit.
21 der Inseln bilden den kanadischen Thousand-Islands-Nationalpark, den kleinsten der Nationalparks in Kanada. In den Vereinigten Staaten sind verschiedene Flächen, zum Beispiel der Wellesley Island State Park, in der Verwaltung des New York State Office of Parks, Recreation and Historic Preservation. Seit 2002 ist die Region, als Teil des Biosphärenreservat Frontenac Arch, ein UNESCO-Biosphärenreservat.

## Geschichte
Ursprünglich von verschiedenen Völkern der Irokesen und der Anishinaabeg besiedelt, zeugen heute die zahlreichen Forts und andere militärischen Anlagen in der Region von den vielfältigen Auseinandersetzungen bei der europäischen Besiedlung des nordamerikanischen Kontinents, z. B. während des Siebenjährigen Krieges und auch der zeitweise kriegerischen Beziehung zwischen den Vereinigten Staaten und dem Vereinigten Königreich mit dem Amerikanischen Unabhängigkeitskrieg und dem Krieg von 1812. Als eine Folge davon liegen mehr als 400 Schiffswracks allein in unmittelbarer Nähe zu Kingston in den Tiefen des Ontariosees.
An der „Thousand Islands site“ auf Grenadier Island fanden sich Überreste der Adena-Kultur.
Die St. Lawrence Reservation blieb im Projektstadium.

## Tourismus
Neben dem Nationalpark ist Boldt Castle auf Heart Island, das vom aus Preußen stammenden Hotelier George C. Boldt zu Beginn des 20. Jahrhunderts im Stil einer mittelalterlichen Rheinburg erbaut wurde, die größte Touristenattraktion.

## Trivia
Die amerikanische Salatsauce „Thousand-Island-Dressing“ verdankt ihren Namen der Region, in der sie wahrscheinlich erfunden wurde und hat den Namen der Thousand Islands, die außerhalb Nordamerikas sonst wenig bekannt sind, in die Welt getragen.
Im Sankt-Lorenz-Strom, etwa drei Kilometer nördlich von Alexandria Bay, befindet sich Deer Island, eine kleine Insel, die von der Geheimgesellschaft Skull & Bones genutzt wird.